# 奧爾德里奇鎮區 (明尼蘇達州沃迪納縣)
奧爾德里奇鎮區（英語：Aldrich Township）是位於美國明尼蘇達州沃迪納縣的一個行政鎮區。

## 地方資料
奧爾德里奇鎮區的面積為89.62平方千米，皆為陸地。根據2020年美國人口普查的數據，當地共有人口452人，而人口密度為每平方千米5.04人。